# Desure Buie
Desure Tyrone Buie (Bronx, 21 febbraio 1997) è un cestista statunitense.